# Rezerwat przyrody Uroczysko Dzierzbia
Rezerwat przyrody „Uroczysko Dzierzbia” – leśny rezerwat przyrody położony na terenie gminy Stawiski w województwie podlaskim.
Stworzony dla ochrony: wielogatunkowego lasu liściastego o wysokim stopniu naturalności.
Zajmuje powierzchnię 71,89 ha (akt powołujący podawał 71,80 ha).
Rezerwat nadzoruje Nadleśnictwo Łomża.
Rezerwat obejmuje niewielki fragment lasu naturalnego pochodzenia reprezentującego zespół grądu Tilia-Carpinetum. W drzewostanie dominuje grab i dąb szypułkowy. W północnej części rezerwatu występuje szereg starych dębów w wieku ponad 100 lat. Flora rezerwatu liczy ok. 110 gatunków roślin naczyniowych i kilkanaście gatunków mszaków (według innych źródeł ponad 200 gatunków roślin naczyniowych). W południowej części rezerwatu występuje wąskie rynnowate obniżenie okresowo podtapiane, z roślinnością łęgową typu łęgu jesionowo-olszowego (Circaeo-Alnetum).
Leży w zatorfionej dolinie rzeki Dzierzbia. Rośnie tu łęg gwiazdnicowo-olszowy z drzewostanem olszowym i podszyciem z leszczyną, trzmieliną zwyczajną, wiciokrzewem i dereniem świdwą. Wśród ziół można tu spotkać m.in. gwiazdnicę gajową, gajowca żółtego, podagrycznika pospolitego i storczyka plamistego.
Na glebach mułowo-torfowych w południowej części rezerwatu występuje łęg jesionowo-olszowy, zaś pokłady torfowe porasta ols porzeczkowy. Inne typy lasów to grądy z dębem, grabem i lipą oraz rzadkimi roślinami np. lilią złotogłów, wawrzynkiem wilczełykiem, turówką leśną i fiołkiem przedziwnym. W północno-wschodniej części rezerwatu występuje sosnowo-dębowy bór mieszany – zespół rzadki dla Wysoczyzny Kolneńskiej. Wschodnią część rezerwatu zajmuje dąbrowa świetlista z sosną, brzozą brodawkowatą i warstwą ziół z rzadkim goryszem sinym. Również bogata jest flora źródlisk znajdujących się na terenie Uroczyska. Znajduje się tu 8 gatunków będących pod całkowitą ochroną: widłak wroniec, widłak spłaszczony, widłak jałowcowaty, pomocnik baldaszkowaty, storczyk plamisty, lilia złotogłów.